# Boghiş
Boghiş es una comuna ubicada en el distrito de Sălaj, Rumania.

## Superficie
Posee una superficie de 30,27 kilómetros cuadrados.

## Demografía
Hasta 2021 la población era de 1909 habitantes, con una densidad de población de 63,07 habitantes por kilómetro cuadrado.